# 65 Aurigae
65 Aurigae, som är stjärnans Flamsteed-beteckning, är en dubbelstjärna i den västra delen av stjärnbilden Kusken,. Den har en skenbar magnitud på ca 5,12 och är svagt synlig för blotta ögat där ljusföroreningar ej förekommer. Baserat på parallax enligt Gaia Data Release 2 på ca 13,0 mas, beräknas den befinna sig på ett avstånd på ca 252 ljusår (ca 77 parsek) från solen. Den rör sig bort från solen med en heliocentrisk radialhastighet av ca 22 km/s.

## Egenskaper
Primärstjärnan 65 Aurigae A är en orange till gul jättestjärna av spektralklass K0 III, som har förbrukat förrådet av väte i dess kärna och rört sig bort från huvudserien. Den har en massa som är ca 1,3 solmassor, en radie som är ca 13 solradier och utsänder ca 70 gånger mera energi än solen från dess fotosfär vid en effektiv temperatur på ca 4 600 K.
Följeslagaren, 65 Aurigae B, är en stjärna av magnitud 11,7 med en vinkelseparation av 11,4 bågsekunder från primärstjärnan år 2008.